# تساوي الأنواع
يشير تساوي الأنواع (بالإنجليزية: Species evenness)، إلى مدى قرب كل نوع من الأنواع في البيئة. من الناحية الرياضية، يتم تعريفه كمؤشر للتنوع، وهو مقياس للتنوع البيولوجي يحدد كم هو متساوٍ للمجتمع. لذلك إذا كان هناك 40 ثعلب و 1000 كلب، فإن المجتمع ليس متساوٍ للغاية. ولكن إذا كان هناك 40 ثعلبًا و 42 كلبًا، فإن المجتمع متساوي تمامًا. يمكن تمثيل المساواة في المجتمع بمؤشر توازن بيلو :
{\displaystyle J'={H^{\prime } \over H_{\max }^{\prime }}}
حيث {\displaystyle H^{\prime }} هو الرقم المستمد من مؤشر تنوع شانون و {\displaystyle H_{\max }^{\prime }} هي القيمة القصوى الممكنة لـ {\displaystyle H^{\prime }} (إذا كانت كل الأنواع محتملة على قدم المساواة)، يساوي:
{\displaystyle H_{\max }^{\prime }=-\sum _{i=1}^{S}{1 \over S}\ln {1 \over S}=\ln S.}
J ' مقيدة بين 0 و 1. كلما قل التوازن في المجتمعات بين الأنواع (ووجود الأنواع السائدة)، كلما كان J أقل. والعكس صحيح.
وقد تم اقتراح مؤشرات أخرى من قبل المؤلفين حيث {\displaystyle H_{\min }^{\prime }>0} على سبيل المثال مؤشر توازن هولبورت.
S هو العدد الإجمالي للأنواع.

## روابط خارجية
- Mulder، C. P. H.؛ Bazeley-White، E.؛ Dimitrakopoulos، P. G.؛ Hector، A.؛ Scherer-Lorenzen، M.؛ Schmid، B. (2004). "Species evenness and productivity in experimental plant communities". Oikos. ج. 107: 50–63. DOI:10.1111/j.0030-1299.2004.13110.x.